# 宮野真生子
宮野 真生子（みやの まきこ、1977年7月18日 - 2019年7月22日）は、日本の哲学者、哲学研究者。九鬼周造の哲学、近代日本の精神史を研究テーマとしていた。逝去時の所属は福岡大学人文学部文化学科准教授。

## 経歴
1977年、大阪府に生まれ、和歌山県で育つ。2000年に京都大学文学部文学科卒業。2007年に京都大学大学院文学研究科博士課程(後期)単位取得満期退学。
2010年4月、福岡大学人文学部文化学科に着任。
2019年3月、大阪大学より論題「個体性と邂逅の倫理 : 九鬼哲学の射程」で博士（人間科学）の学位を授与される。
2019年7月22日午前9時過ぎ、多発性がんにより逝去。42歳没。

## 業績
哲学者・九鬼周造の哲学をベースとして、「偶然性」の問題に関しての哲学について研究を行い、その際には出会いや恋愛、家族や性など、身近な事柄も題材とした。

## 人物
亡くなる8年前よりがんを患い、闘病を続けていた。2019年の4月から逝去する7月まで、生と死・病気のリスク管理・出逢いの偶然から他者と関わっていくことなど、様々な事柄について人類学者磯野真穂の間で往復書簡のやり取りを行い、逝去後『急に具合が悪くなる』として出版された。

## 著書
- 『なぜ、私たちは恋をして生きるのか―「出会い」と「恋愛」の近代日本精神史』ナカニシヤ出版 2014年
- 『愛 (愛・性・家族の哲学 第1巻)』(藤田尚志との共編著)ナカニシヤ出版 2016年
- 『性 (愛・性・家族の哲学 第2巻)』(藤田尚志との共編著)ナカニシヤ出版 2016年
- 『家族 (愛・性・家族の哲学 第3巻)』(藤田尚志との共編著)ナカニシヤ出版 2016年
- 『急に具合が悪くなる』(磯野真穂との共著）晶文社 2019年
- 『出逢いのあわい』堀之内出版 2019年